# U-23-Fußball-Asienmeisterschaft 2026/Qualifikation
Die Qualifikation zur U-23-Fußball-Asienmeisterschaft 2026 findet vom 3. bis zum 9. September 2025 statt. Es nehmen 44 der insgesamt 47 Mitgliedsverbände der AFC teil. Der Gastgeber der Endrunde, Saudi-Arabien, nimmt nicht an der Qualifikation teil, ist aber automatisch für die Endrunde gesetzt. Die restlichen Mannschaften müssen sich qualifizieren. 

## Modus
Von den 47 Mitgliedsverbänden der AFC meldeten sich neben Gastgeber Saudi-Arabien 44 zur Teilnahme an. Die Auslosung der Gruppen fand am 29. Mai 2025 in Kuala Lumpur statt. Wie seit den Qualifikationsspielen 2024 üblich, gab es keine regionale Aufteilung in die West- und Ostregion mehr. Die Mannschaften wurden in elf Vierergruppen gelost.
Die Gruppen werden vom 1. bis zum 9. September 2025 weiterhin als Miniturniere ausgetragen, bei denen je einer der Teilnehmer als Gastgeber einer Gruppe fungiert. Jede Mannschaft spielt einmal gegen jede andere ihrer Gruppe. Die elf Gruppensieger und die vier besten Zweitplatzierten qualifizieren sich für die Endrunde. Der Gastgeber aus Saudi-Arabien nimmt nicht an der Qualifikation teil, ist aber automatisch für die Endrunde gesetzt.

## Gruppeneinteilung
Die Auslosung fand am 29. Mai 2025 in Kuala Lumpur statt und ergab die folgenden Gruppen.
| Gruppe A       | Gruppe B    | Gruppe C           | Gruppe D           | Gruppe E      | Gruppe F |
| -------------- | ----------- | ------------------ | ------------------ | ------------- | -------- |
| Jordanien      | Japan       | Vietnam            | Australien         | Usbekistan    | Thailand |
| Turkmenistan   | Kuwait      | Jemen              | China              | Palästina     | Malaysia |
| Chinese Taipei | Myanmar     | Singapur           | Osttimor           | Kirgisistan   | Libanon  |
| Bhutan         | Afghanistan | Bangladesch        | Nördliche Marianen | Sri Lanka     | Mongolei |
| Gruppe G       | Gruppe H    | Gruppe I           | Gruppe J           | Gruppe K      |          |
| Irak           | Katar       | Ver. Arab. Emirate | Südkorea           | Tadschikistan |          |
| Kambodscha     | Bahrain     | Iran               | Indonesien         | Syrien        |          |
| Oman           | Indien      | Hongkong           | Laos               | Philippinen   |          |
| Pakistan       | Brunei      | Guam               | Macau              | Nepal         |          |

## Gruppen

### Gruppe A
Die Spiele finden alle in Jordanien statt.
Tabelle
| Pl. | Land           | Sp. | S | U | N | Tore    | Diff. | Punkte |
| --- | -------------- | --- | - | - | - | ------- | ----- | ------ |
| 1.  | Jordanien      | 0   | 0 | 0 | 0 | 000:000 | ±0    | 0      |
| 1.  | Turkmenistan   | 0   | 0 | 0 | 0 | 000:000 | ±0    | 0      |
| 1.  | Chinese Taipei | 0   | 0 | 0 | 0 | 000:000 | ±0    | 0      |
| 1.  | Bhutan         | 0   | 0 | 0 | 0 | 000:000 | ±0    | 0      |

Spielergebnisse
| 03.09.2025 | Amman | Jordanien    | – | Bhutan         | –:– (–:–) |
| 03.09.2025 | Amman | Turkmenistan | – | Chinese Taipei | –:– (–:–) |
| 06.09.2025 | Amman | Bhutan       | – | Turkmenistan   | –:– (–:–) |

### Gruppe B
Die Spiele finden alle in Myanmar statt.
Tabelle
| Pl. | Land        | Sp. | S | U | N | Tore    | Diff. | Punkte |
| --- | ----------- | --- | - | - | - | ------- | ----- | ------ |
| 1.  | Japan       | 0   | 0 | 0 | 0 | 000:000 | ±0    | 0      |
| 1.  | Kuwait      | 0   | 0 | 0 | 0 | 000:000 | ±0    | 0      |
| 1.  | Myanmar     | 0   | 0 | 0 | 0 | 000:000 | ±0    | 0      |
| 1.  | Afghanistan | 0   | 0 | 0 | 0 | 000:000 | ±0    | 0      |

Spielergebnisse
| 03.09.2025 | Rangun | Japan       | – | Afghanistan | –:– (–:–) |
| 03.09.2025 | Rangun | Kuwait      | – | Myanmar     | –:– (–:–) |
| 06.09.2025 | Rangun | Afghanistan | – | Kuwait      | –:– (–:–) |

### Gruppe C
Die Spiele finden alle in Vietnam statt.
Tabelle
| Pl. | Land        | Sp. | S | U | N | Tore    | Diff. | Punkte |
| --- | ----------- | --- | - | - | - | ------- | ----- | ------ |
| 1.  | Vietnam     | 0   | 0 | 0 | 0 | 000:000 | ±0    | 0      |
| 1.  | Jemen       | 0   | 0 | 0 | 0 | 000:000 | ±0    | 0      |
| 1.  | Singapur    | 0   | 0 | 0 | 0 | 000:000 | ±0    | 0      |
| 1.  | Bangladesch | 0   | 0 | 0 | 0 | 000:000 | ±0    | 0      |

Spielergebnisse
| 03.09.2025 | Việt Trì | Vietnam     | – | Bangladesch | –:– (–:–) |
| 03.09.2025 | Việt Trì | Jemen       | – | Singapur    | –:– (–:–) |
| 06.09.2025 | Việt Trì | Bangladesch | – | Jemen       | –:– (–:–) |

### Gruppe D
Die Spiele finden alle in China statt.
Tabelle
| Pl. | Land               | Sp. | S | U | N | Tore    | Diff. | Punkte |
| --- | ------------------ | --- | - | - | - | ------- | ----- | ------ |
| 1.  | Australien         | 0   | 0 | 0 | 0 | 000:000 | ±0    | 0      |
| 1.  | China              | 0   | 0 | 0 | 0 | 000:000 | ±0    | 0      |
| 1.  | Osttimor           | 0   | 0 | 0 | 0 | 000:000 | ±0    | 0      |
| 1.  | Nördliche Marianen | 0   | 0 | 0 | 0 | 000:000 | ±0    | 0      |

Spielergebnisse
| 03.09.2025 | Xi’an | Australien | – | Osttimor           | –:– (–:–) |
| 03.09.2025 | Xi’an | China      | – | Nördliche Marianen | –:– (–:–) |
| 06.09.2025 | Xi’an | Osttimor   | – | China              | –:– (–:–) |

### Gruppe E
Die Spiele finden alle in Kirgisistan statt.
Tabelle
| Pl. | Land        | Sp. | S | U | N | Tore    | Diff. | Punkte |
| --- | ----------- | --- | - | - | - | ------- | ----- | ------ |
| 1.  | Usbekistan  | 0   | 0 | 0 | 0 | 000:000 | ±0    | 0      |
| 1.  | Palästina   | 0   | 0 | 0 | 0 | 000:000 | ±0    | 0      |
| 1.  | Kirgisistan | 0   | 0 | 0 | 0 | 000:000 | ±0    | 0      |
| 1.  | Sri Lanka   | 0   | 0 | 0 | 0 | 000:000 | ±0    | 0      |

Spielergebnisse
| 03.09.2025 | Bischkek | Usbekistan | – | Sri Lanka   | –:– (–:–) |
| 03.09.2025 | Bischkek | Palästina  | – | Kirgisistan | –:– (–:–) |
| 06.09.2025 | Bischkek | Sri Lanka  | – | Palästina   | –:– (–:–) |

### Gruppe F
Die Spiele finden alle in Thailand statt.
Tabelle
| Pl. | Land     | Sp. | S | U | N | Tore    | Diff. | Punkte |
| --- | -------- | --- | - | - | - | ------- | ----- | ------ |
| 1.  | Thailand | 0   | 0 | 0 | 0 | 000:000 | ±0    | 0      |
| 1.  | Malaysia | 0   | 0 | 0 | 0 | 000:000 | ±0    | 0      |
| 1.  | Libanon  | 0   | 0 | 0 | 0 | 000:000 | ±0    | 0      |
| 1.  | Mongolei | 0   | 0 | 0 | 0 | 000:000 | ±0    | 0      |

Spielergebnisse
| 03.09.2025 | Pathum Thani | Thailand | – | Mongolei | –:– (–:–) |
| 03.09.2025 | Pathum Thani | Malaysia | – | Libanon  | –:– (–:–) |
| 06.09.2025 | Pathum Thani | Mongolei | – | Malaysia | –:– (–:–) |

### Gruppe G
Die Spiele finden alle in Kambodscha statt.
Tabelle
| Pl. | Land       | Sp. | S | U | N | Tore    | Diff. | Punkte |
| --- | ---------- | --- | - | - | - | ------- | ----- | ------ |
| 1.  | Irak       | 0   | 0 | 0 | 0 | 000:000 | ±0    | 0      |
| 1.  | Kambodscha | 0   | 0 | 0 | 0 | 000:000 | ±0    | 0      |
| 1.  | Oman       | 0   | 0 | 0 | 0 | 000:000 | ±0    | 0      |
| 1.  | Pakistan   | 0   | 0 | 0 | 0 | 000:000 | ±0    | 0      |

Spielergebnisse
| 03.09.2025 | Phnom Penh | Irak       | – | Pakistan   | –:– (–:–) |
| 03.09.2025 | Phnom Penh | Kambodscha | – | Oman       | –:– (–:–) |
| 06.09.2025 | Phnom Penh | Pakistan   | – | Kambodscha | –:– (–:–) |

### Gruppe H
Die Spiele finden alle in Katar statt.
Tabelle
| Pl. | Land    | Sp. | S | U | N | Tore    | Diff. | Punkte |
| --- | ------- | --- | - | - | - | ------- | ----- | ------ |
| 1.  | Katar   | 0   | 0 | 0 | 0 | 000:000 | ±0    | 0      |
| 1.  | Bahrain | 0   | 0 | 0 | 0 | 000:000 | ±0    | 0      |
| 1.  | Indien  | 0   | 0 | 0 | 0 | 000:000 | ±0    | 0      |
| 1.  | Brunei  | 0   | 0 | 0 | 0 | 000:000 | ±0    | 0      |

Spielergebnisse
| 03.09.2025 | Doha | Katar   | – | Brunei  | –:– (–:–) |
| 03.09.2025 | Doha | Bahrain | – | Indien  | –:– (–:–) |
| 06.09.2025 | Doha | Brunei  | – | Bahrain | –:– (–:–) |

### Gruppe I
Die Spiele finden alle in den Vereinigten Arabischen Emiraten statt.
Tabelle
| Pl. | Land               | Sp. | S | U | N | Tore    | Diff. | Punkte |
| --- | ------------------ | --- | - | - | - | ------- | ----- | ------ |
| 1.  | Ver. Arab. Emirate | 0   | 0 | 0 | 0 | 000:000 | ±0    | 0      |
| 1.  | Iran               | 0   | 0 | 0 | 0 | 000:000 | ±0    | 0      |
| 1.  | Hongkong           | 0   | 0 | 0 | 0 | 000:000 | ±0    | 0      |
| 1.  | Guam               | 0   | 0 | 0 | 0 | 000:000 | ±0    | 0      |

Spielergebnisse
| 03.09.2025 | Abu Dhabi | Ver. Arab. Emirate | – | Guam     | –:– (–:–) |
| 03.09.2025 | Abu Dhabi | Iran               | – | Hongkong | –:– (–:–) |
| 06.09.2025 | Abu Dhabi | Guam               | – | Iran     | –:– (–:–) |

### Gruppe J
Die Spiele finden alle in Indonesien statt.
Tabelle
| Pl. | Land       | Sp. | S | U | N | Tore    | Diff. | Punkte |
| --- | ---------- | --- | - | - | - | ------- | ----- | ------ |
| 1.  | Südkorea   | 0   | 0 | 0 | 0 | 000:000 | ±0    | 0      |
| 1.  | Indonesien | 0   | 0 | 0 | 0 | 000:000 | ±0    | 0      |
| 1.  | Laos       | 0   | 0 | 0 | 0 | 000:000 | ±0    | 0      |
| 1.  | Macau      | 0   | 0 | 0 | 0 | 000:000 | ±0    | 0      |

Spielergebnisse
| 03.09.2025 | Sidoarjo | Südkorea   | – | Macau      | –:– (–:–) |
| 03.09.2025 | Sidoarjo | Indonesien | – | Laos       | –:– (–:–) |
| 06.09.2025 | Sidoarjo | Macau      | – | Indonesien | –:– (–:–) |

### Gruppe K
Die Spiele finden alle in Tadschikistan statt.
Tabelle
| Pl. | Land          | Sp. | S | U | N | Tore    | Diff. | Punkte |
| --- | ------------- | --- | - | - | - | ------- | ----- | ------ |
| 1.  | Tadschikistan | 0   | 0 | 0 | 0 | 000:000 | ±0    | 0      |
| 1.  | Syrien        | 0   | 0 | 0 | 0 | 000:000 | ±0    | 0      |
| 1.  | Philippinen   | 0   | 0 | 0 | 0 | 000:000 | ±0    | 0      |
| 1.  | Nepal         | 0   | 0 | 0 | 0 | 000:000 | ±0    | 0      |

Spielergebnisse
| 03.09.2025 | Duschanbe | Tadschikistan | – | Nepal       | –:– (–:–) |
| 03.09.2025 | Duschanbe | Syrien        | – | Philippinen | –:– (–:–) |
| 06.09.2025 | Duschanbe | Nepal         | – | Syrien      | –:– (–:–) |

## Rangliste der Gruppenzweiten
Neben den elf Gruppensiegern qualifizieren sich auch die besten vier Gruppenzweiten für die Endrunde.
| Pl. | Verein | Sp. | S | U | N | Tore    | Diff. | Punkte | Gruppe |
| --- | ------ | --- | - | - | - | ------- | ----- | ------ | ------ |
| 1.  |        | 0   | 0 | 0 | 0 | 000:000 | ±0    | 0      | A      |
| 1.  |        | 0   | 0 | 0 | 0 | 000:000 | ±0    | 0      | B      |
| 1.  |        | 0   | 0 | 0 | 0 | 000:000 | ±0    | 0      | C      |
| 1.  |        | 0   | 0 | 0 | 0 | 000:000 | ±0    | 0      | D      |
| 1.  |        | 0   | 0 | 0 | 0 | 000:000 | ±0    | 0      | E      |
| 1.  |        | 0   | 0 | 0 | 0 | 000:000 | ±0    | 0      | F      |
| 1.  |        | 0   | 0 | 0 | 0 | 000:000 | ±0    | 0      | G      |
| 1.  |        | 0   | 0 | 0 | 0 | 000:000 | ±0    | 0      | H      |
| 1.  |        | 0   | 0 | 0 | 0 | 000:000 | ±0    | 0      | I      |
| 1.  |        | 0   | 0 | 0 | 0 | 000:000 | ±0    | 0      | J      |
| 1.  |        | 0   | 0 | 0 | 0 | 000:000 | ±0    | 0      | K      |